# Liu Shaolin
Liu Shaolin (Boedapest, 20 november 1995) is een Hongaars-Chinees shorttracker. Hij is meervoudig Europees kampioen en wereldkampioen en werd in 2018 olympisch kampioen op de aflossing. 

## Achtergrond

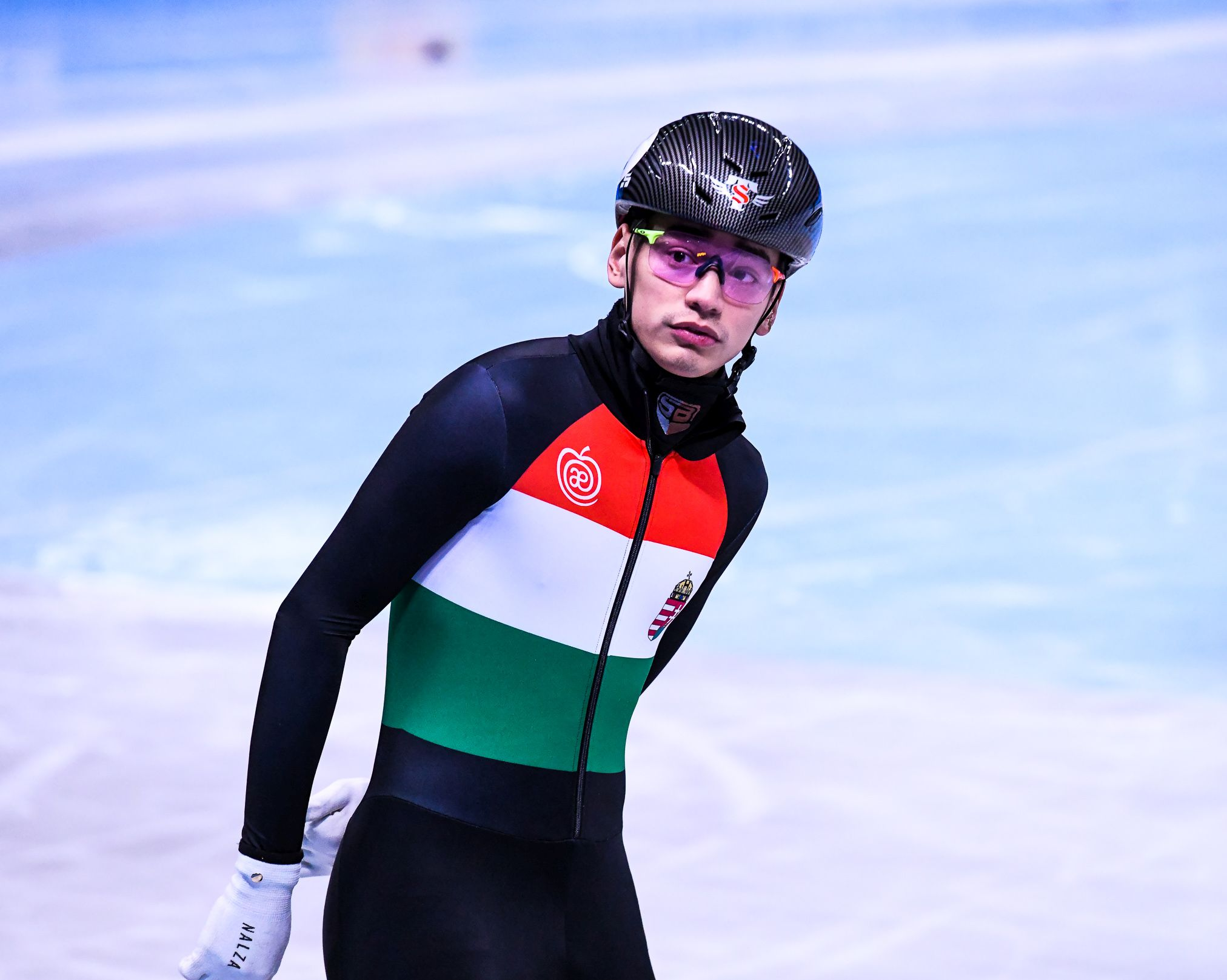
Liu in schaatspak in 2019.

Shaolin Sándor Liu is de oudere broer van Shaoang Liu, die ook shorttrackt. Liu heeft een Chinese vader en een Hongaarse moeder. Zijn Chinese vader komt uit de stad Tianjin en vertrok naar Europa om zijn beroep als kunstschilder uit te oefenen. De broers Liu werden op jonge leeftijd - ze waren 10 en 12 - door hun ouders naar China gestuurd om te trainen. Ze trainden anderhalf jaar in de provincie Jilin, voordat ze terugkwamen naar Europa en daar toernooien begonnen te rijden. De broers Liu hebben meermaals in de media uitgelaten zich 50% Hongaars en 50% Chinees te voelen.

## Biografie
Nadat Liu in Europa was teruggekeerd, nam hij in 2011 voor het eerst deel aan de WK junioren. In 2012 in Mladá Boleslav nam hij voor het eerst deel aan de Europese kampioenschappen. Als debutant werd hij verdienstelijk zesde over 500 meter. Hij werd achttiende in het eindklassement. In 2013 won hij brons op de WK junioren over 1000 meter. In totaal won Liu in de periode 2013 tot 2015 als junior zeven WK-medailles. In 2013 debuteerde hij ook op het volwassen WK in de Hongaarse stad Debrecen.
In 2014 werd de Chinese Zhang Jing de bondscoach van het Hongaarse team. Onder haar begeleiding zette de ontwikkeling van het Hongaarse shorttrack voort.

### Olympische Winterspelen 2014
Liu vertegenwoordigde Hongarije op de Olympische Winterspelen in 2014 in het Russische Sotsji. Zijn broer Shaoang was er nog niet bij. Liu reed alle individuele afstanden. Op de 500 en 1500 meter bleef hij steken in de series. Op de 1000 meter raakte hij wel voorbij de heats na een advancement, maar strandde hij in de kwartfinale die daarop volgde.

### Eerste WK- en EK-goud als senior
Op de WK 2015 kende Liu zijn doorbraak, door verrassend zilver te winnen op de 500 meter. Ook werd op de relay zilver gepakt. Tot aan het seizoen 2015/2016 nam Liu aan alle toernooien deel als junior. In 2016 won Liu als senior zilver in het eindklassement op de EK in Sotsji door een zilveren medaille op de 1000 en 1500 meter. Ook was er zilver voor de aflossingsploeg. Op de wereldkampioenschappen 2016 lag er voor Liu brons klaar in het totaalklassement, nadat hij op de 500 meter zijn eerste individuele WK-goud had veroverd. Tijdens het EK 2017 won Liu weer zilver in het allroundklassement, net als een jaar eerder achter de Rus Semjon Jelistratov. Op de WK 2017 in Rotterdam en het EK 2018 in Dresden won hij brons met de aflossingsploeg.

### Olympisch kampioen in 2018
Liu kwalificeerde zich voor de Olympische Winterspelen 2018 in Pyeongchang. Hij reed in het olympisch toernooi eveneens alle individuele afstanden. Over 500 meter haalde hij de B-finale en werd uiteindelijk vijfde in de eindrangschikking. Op de 1000 meter haalde hij wel de A-finale, maar werd daarin bestraft door de jury. Op de 1500 meter haalde hij de halve finale en werd na een valpartij advanced naar de A-finale, waarin hij vijfde werd. Na een individueel toernooi zonder medaille moest het voor de Hongaar gebeuren op de aflossing. Met de aflossingsploeg (bestaande uit de broers Liu, Csaba Burján en Viktor Knoch) werd in een olympisch record het eerste Hongaarse goud ooit op de Winterspelen gewonnen.

### Nog meer successen
Een maand na de Olympische Spelen stond het WK 2018 op het programma. Door winst in de afsluitende inofficiële superfinale over 3000 meter nestelde hij zich achter de Canadees Charles Hamelin op de tweede plaats in het eindklassement.
In 2019 werd hij voor het eerst Europees kampioen allround in Dordrecht, na winst over 1500 meter en zilver op de kortste twee afstanden. Tevens werd hij voor de eerste keer Europees kampioen met de aflossingsploeg. Op de WK 2019 werd brons gewonnen op de relay. Liu werd tiende in het allroundklassement.
Een jaar later werd hij op de EK in eigen land als titelverdediger tweede in het eindklassement achter zijn jongere broer. Hij werd Europees kampioen over 500 en 1000 meter in Debrecen. De WK van dat jaar vonden door de coronapandemie geen doorgang.
Op het EK 2021 speelde Liu geen rol van betekenis en eindigde hij als tiende in het eindklassement. Tijdens de wereldkampioenschappen van 2021 twee maanden later piekte Liu wel en werd hij tweede in het eindklassement achter zijn broer, door een gouden medaille op de 1000 meter en een derde plek in de superfinale.

### Olympische Winterspelen 2022
Tijdens de Olympische Winterspelen 2022 in Peking reed Liu alle afstanden. De eerste afstand die op het programma stond was het nieuwe onderdeel de 2000 meter gemengde aflossing waarop de Hongaarse ploeg brons pakte. Hoewel het toernooi daarmee met een medaille begon, wist Liu individueel geen medaille te winnen. Op de 500 meter kwam hij in de kwartfinale niet verder dan de vierde plek en was hij uitgeschakeld. Op de 1000 meter kwam hij in de kwartfinale ten val, maar werd hierbij aangetikt, waardoor hij advanced werd naar de halve finale. In deze halve finale kwam hij als eerste over de streep, waardoor hij zich kon plaatsen voor de finale. In deze finale kwam Liu aanvankelijk eveneens als eerste over de streep maar de jury zag twee overtredingen van de Hongaar, waardoor hij geen gouden medaille maar een gele kaart kreeg en niet in de eindstand geklasseerd werd. Op de 1500 meter reed Liu in de kwartfinale naar een nieuw olympisch record. Hij haalde de finale, waarin hij zesde werd. Op de aflossing mannen werd de Hongaarse ploeg met daarin de broers Liu, John-Henry Krueger en Bence Nógrádi zesde, door de B-finale te winnen. Ondanks de magere medailleoogst waren de spelen in China, het land van zijn vader toch speciaal. Bij een eventuele gouden medaille had Liu aangekondigd de ereronde te rijden met een half Chinese, half Hongaarse vlag.

### Switch naar China
In augustus 2022 keerde Liu's coach Zhang Jing terug naar China. Er waren snel geruchten dat de broers Liu haar zouden volgen. In november van dat jaar maakte de Hongaarse shorttrackbond bekend dat het tweetal zich bij de bond had uitgeschreven en voortaan voor China zal rijden. Door de uitschrijving mogen de broers een jaar lang geen internationale wedstrijden rijden en zullen ze pas in 2023 terugkeren in het internationale shorttrack.

## Overige titels
- Hongaars kampioen shorttrack allround: 2014, 2015, 2016
- Eindklassement wereldbeker shorttrack:
  - 500 meter:
    -  (2): 2019/2020, 2021/22
    -  (1): 2017/2018
    -  (1): 2016/2017

  - 1000 meter:
    -  (1): 2017/2018

  - Aflossing mannen:
    -  (1): 2018/2019
    -  (1): 2016/2017
    -  (1): 2021/2022

  - Aflossing gemengd:
    -  (1): 2021/2022

1992: Kim, Lee, Mo, Song ·
1994: Carnino, Fagone, Herrnhof, Vuillermin ·
1998: Bédard, Campbell, Drolet, Gagnon ·
2002: Bédard, Gagnon, Guilmette, Tremblay, Turcotte ·
2006: Ahn, Lee, Seo, Song ·
2010: Bastille, Ch. Hamelin, F. Hamelin, Jean, Tremblay ·
2014: An, Grigorev, Jelistratov, Zacharov ·
2018: S. Liu, S.S. Liu, Knoch, Burján ·
2022: Ch. Hamelin, Dubois, Pierre-Gilles, Dion